# A través de les Ardenes flamenques
L'A través de les Ardenes flamenques (en neerlandès Dwars door de Vlaamse Ardennen) és un cursa ciclista d'un sol dia que es disputa anualment a les Ardenes flamenques (Flandes Oriental). La cursa es crea el 2014 i l'any següent ja va entrar al calendari de l'UCI Europa Tour.

## Palmarès
| Any  | Vencedor       | Segon               | Tercer            |
| ---- | -------------- | ------------------- | ----------------- |
| 2014 | Dimitri Claeys | Gerry Druyts        | Xandro Meurisse   |
| 2015 | Stijn Steels   | Dimitri Claeys      | Preben Van Hecke  |
| 2016 | Timothy Dupont | Alexander Edmondson | Rob Leemans       |
| 2017 | Cameron Meyer  | Xandro Meurisse     | Maxime Vantomme   |
| 2018 | Robby Cobbaert | Gerry Druyts        | Edward Planckaert |